# Списък на изкуствата
Тази страница представлява списък на отделните видове изкуство, стилове и направления, групирани по различни критерии.

## Изкуство по епоха

### Античност
- Аборигенско изкуство
- Индианско изкуство
- Древноегипетско изкуство
- Древногръцко изкуство
- Древноримско изкуство

## Изкуство по регион и религия
- Индийско изкуство
- Японско изкуство
- Китайско изкуство
- Африканско изкуство
- Християнско изкуство
- Мюсюлманско изкуство

## Изкуство по предназначение
- Архитектура
- Литература
- Сценография
- Фотография
- Изобразително изкуство
- Музика
- Киноизкуство
- Танц
- Цирково изкуство
- Балет
- Театър

## Изобразително изкуство

### Изящни изобразителни изкуства
- Живопис
- Графика
- Скулптура

### Приложни изобразителни изкуства
- Дизайн
- Дърворезба
- Текстил
- Керамика
- Стъклопис

## Стилове и направления
- Архаично изкуство
- Класика
- Романизъм
- Готика
- Ренесанс
- Маниеризъм
- Барок
- Рококо
- Класицизъм
- Романтизъм
- Еклектицизъм
- Реализъм
- Импресионизъм
- Постимпресионизъм
- Сецесион, Ар Нуво, Модерн
- Ар Деко
- Модернизъм
- Експресионизъм
- Кубизъм
- Примитивизъм
- Абстракционизъм
- Футуризъм
- Функционализъм
- Социалистически реализъм
- Постмодернизъм
- Сюрреализъм

Изкуство по страна | История на изкуството
Литература по език | Литературни жанрове | Детска литература
Поети | Драма | Есета  | Романи | Драма
Живопис | Скулптура | Графика | Комикс и карикатура
Плакат | Керамика | Илюстрация | Интарзия | Архитектура | Графичен дизайн | Индустриален дизайн | Фотография | Сценография
Музика по страна | Музикални стилове |
Класическа музика | Електронна музика |
Блус | Джаз | Метъл | Опера | Пънк | Рап | Реге | Рок | Фолк
Театър | Опера | Балет | Танц